# Tafeltennis op de Paralympische Zomerspelen 1992

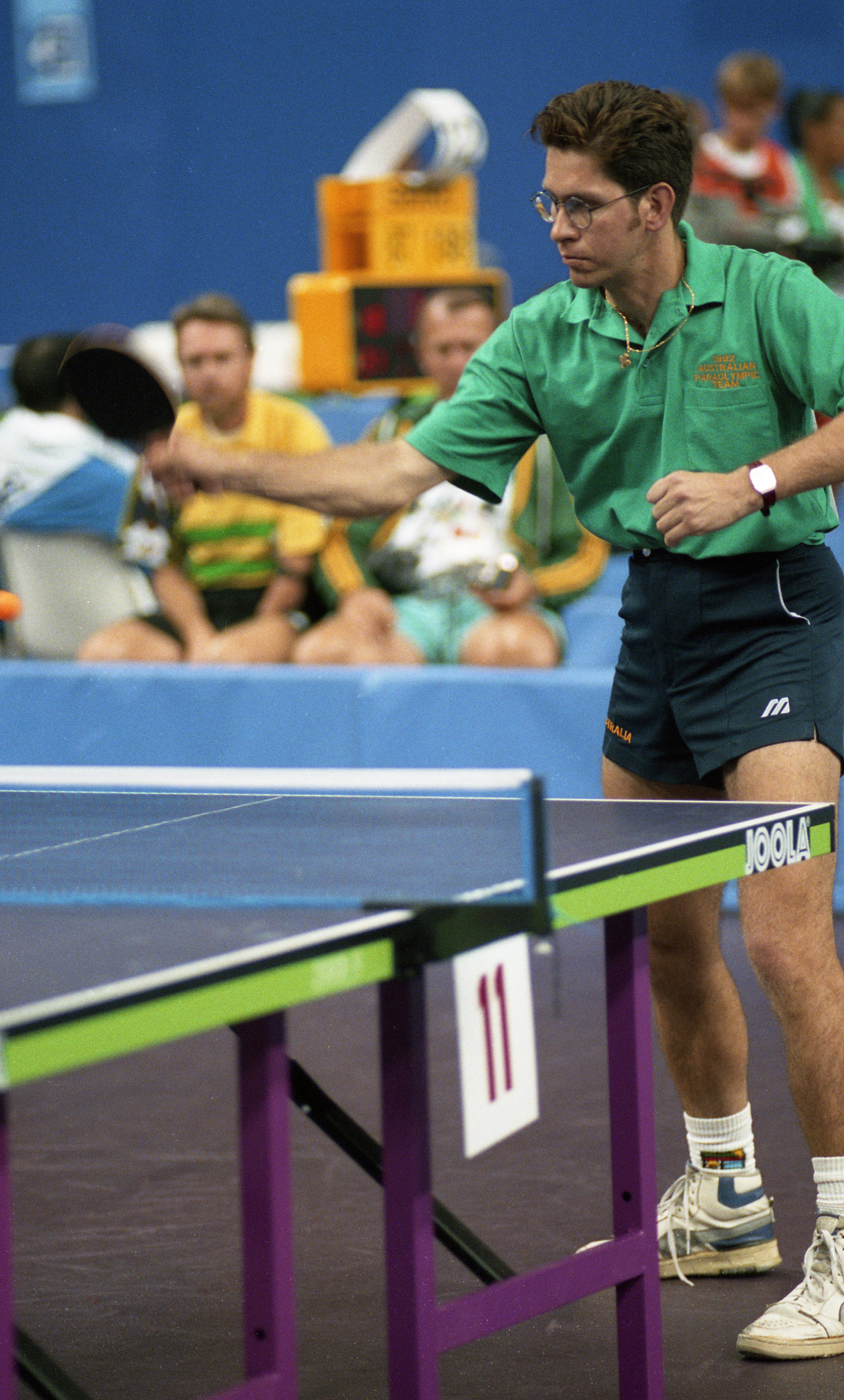

Tafeltennis is een van de sporten die beoefend werden tijdens de IXeParalympische Zomerspelen 1992 in Barcelona, Spanje.

## Evenementen
In totaal waren er 33 onderdelen op de Paralympische Zomerspelen van 1992; drieëntwintig voor mannen en tien voor vrouwen
Mannen, individueel
- Klasse 1
- Klasse 2
- Klasse 3
- Klasse 4
- Klasse 5
- Klasse 6
- Klasse 7
- Klasse 8
- Klasse 9
- Klasse 10

Mannen, dubbel
- Klasse 1
- Klasse 2
- Klasse 3
- Klasse 4
- Klasse 5
- Klasse 6
- Klasse 8
- Klasse 9
- Klasse 10

Mannen, open
- Klasse 1-5
- Klasse 6-10

Vrouwen, individueel
- Klasse 3
- Klasse 4
- Klasse 5
- Klasse 9
- Klasse 10

Vrouwen, dubbel
- Klasse 3
- Klasse 5
- Klasse 10

Vrouwen, open
- Klasse 1-5
- Klasse 6-10

## Mannen

### Dubbel
| Rank | Land        |
| ---- | ----------- |
| 1    | Zuid-Korea  |
| 2    | Zwitserland |
| 3    | Duitsland   |

| Rank | Land              |
| ---- | ----------------- |
| 1    | Oostenrijk        |
| 2    | Zuid-Korea        |
| 3    | Duitsland Finland |

| Rank | Land                 |
| ---- | -------------------- |
| 1    | Verenigd Koninkrijk  |
| 2    | Duitsland            |
| 3    | Frankrijk Zuid-Korea |

| Rank | Land             |
| ---- | ---------------- |
| 1    | Hongkong         |
| 2    | Zweden           |
| 3    | Duitsland België |

| Rank | Land                |
| ---- | ------------------- |
| 1    | Duitsland           |
| 2    | Zuid-Korea          |
| 3    | Hongkong Oostenrijk |

| Rank | Land       |
| ---- | ---------- |
| 1    | Denemarken |
| 2    | Duitsland  |
| 3    | Zweden     |

| Rank | Land                          |
| ---- | ----------------------------- |
| 1    | Japan                         |
| 2    | Zweden                        |
| 3    | Duitsland Verenigd Koninkrijk |

| Rank | Land                |
| ---- | ------------------- |
| 1    | Japan               |
| 2    | Italië              |
| 3    | Duitsland Frankrijk |

| \| Rank \| Land \| \| ---- \| --------------------------- \| \| 1 \| Duitsland \| \| 2 \| Frankrijk \| \| 3 \| Denemarken Verenigde Staten \| |                             |
| Rank | Land                        |
| 1 | Duitsland                   |
| 2 | Frankrijk                   |
| 3 | Denemarken Verenigde Staten |

### Individueel
| Klasse    | Land | Goud                | Land | Zilver                   | Land    | Brons                              |
| --------- | ---- | ------------------- | ---- | ------------------------ | ------- | ---------------------------------- |
| Klasse 1  | FIN  | Matti Launonen      | GER  | Ralf Kirchhoff           | KOR     | Hae Gon Lee Seong Hoon Kang        |
| Klasse 2  | AUT  | Rudolf Hajek        | FIN  | Jari Kurkinen            | GER KOR | Bruno Hassler Kyung Mook Kim       |
| Klasse 3  | FRA  | Michel Peeters      | GBR  | Neil Robinson            | SUI IPP | Marcel Andrey Zlatko Kesler        |
| Klasse 4  | GER  | Thomas Kreidel      | FRA  | Bruno Benedetti          | KOR GBR | Tae Hyung Um Arnie Chan            |
| Klasse 5  | HKG  | Kam Shing Kwong     | FRA  | Guy Tisserant            | KOR ESP | So Boo Kim Manuel Robles           |
| Klasse 6  | GER  | Rainer Schmidt      | DEN  | Brian Nielsen            | SWE DEN | Peter Stromstedt Kai Lundsteen     |
| Klasse 7  | ISR  | Zeev Glikman        | GER  | Thomas Kurfess           | NED GER | Matheus Vossen Jochen Wollmert     |
| Klasse 8  | USA  | Mitchell Seidenfeld | JPN  | Kenichi Suzuki           | GER JPN | Werner Maissenbacher Hiroshi Fujii |
| Klasse 9  | FIN  | Kimmo Jokinen       | GER  | Manfred Knabe            | NED FRA | Rein Zijda Thierry Garofalo        |
| Klasse 10 | GER  | Michael Gerke       | FRA  | Gilles de la Bourdonnaye | AUT ESP | Thomas Goeller Enrique Agudo       |

### Open
| Klasse      | Land | Goud          | Land | Zilver          | Land    | Brons                                  |
| ----------- | ---- | ------------- | ---- | --------------- | ------- | -------------------------------------- |
| Klasse 1-5  | FRA  | Guy Tisserant | USA  | Michael Dempsey | AUT FRA | Franz Mandl Daniel Hatton              |
| Klasse 6-10 | FIN  | Kimmo Jokinen | GER  | Michael Gerke   | FRA ESP | Gilles de la Bourdonnaye Enrique Agudo |

## Vrouwen

### Dubbel
| Rank | Land      |
| ---- | --------- |
| 1    | Duitsland |
| 2    | Hongarije |
| 3    | Ierland   |

| Rank | Land              |
| ---- | ----------------- |
| 1    | Hongkong          |
| 2    | Duitsland         |
| 3    | Italië Oostenrijk |

| \| Rank \| Land \| \| ---- \| ------------------- \| \| 1 \| China \| \| 2 \| Frankrijk \| \| 3 \| Nederland Duitsland \| |                     |
| Rank | Land                |
| 1 | China               |
| 2 | Frankrijk           |
| 3 | Nederland Duitsland |

### Individueel
| Klasse   | Land | Goud              | Land | Zilver              | Land    | Brons                                |
| -------- | ---- | ----------------- | ---- | ------------------- | ------- | ------------------------------------ |
| Klasse 3 | NED  | Jolanda Paardekam | GER  | Monika Bartheidel   | GER HUN | Ruth Lamsbach Ilona Sasvarine        |
| Klasse 4 | GER  | Monika Sikora     | GER  | Christiane Weninger | AUT     | Gabriele Kirchmair Susanne Witschnig |
| Klasse 5 | GER  | Gisela Roosen     | SUI  | Rosa Zaugg          | HKG ITA | Yuet Wah Fung Maria Nardelli         |
| Klasse 9 | CHN  | Xiao Zhang        | CHN  | Yi Yang             | JPN BEL | Michiyo Nuruki Ingrid Borre          |

### Open
| Klasse      | Land | Goud                | Land | Zilver         | Land    | Brons                          |
| ----------- | ---- | ------------------- | ---- | -------------- | ------- | ------------------------------ |
| Klasse 1-5  | GER  | Christiane Weninger | ITA  | Maria Nardelli | USA HKG | Terese Terranova Yuet Wah Fung |
| Klasse 6-10 | BEL  | Ingrid Borre        | CHN  | Xiao Zhang     | CHN JPN | Yi Yang Michiyo Nuruki         |

Atletiek · Bankdrukken · Basketbal · Boogschieten · Boccia · CP-voetbal · Gewichtheffen · Goalball · Judo · Schermen · Schietsport · Tafeltennis · Tennis · Volleybal · Wielersport · Zwemmen
Rome 1960 ·
Tokio 1964 ·
Tel Aviv 1968 ·
Heidelberg 1972 ·
Toronto 1976 ·
Arnhem 1980 ·
New York & Stoke Mandeville 1984 ·
Seoel 1988 ·
Barcelona 1992 ·
Atlanta 1996 ·
Sydney 2000 ·
Athene 2004 ·
Peking 2008 ·
Londen 2012 ·
Rio de Janeiro 2016 ·
Tokio 2020 ·
Parijs 2024 ·
Los Angeles 2028